# Stenotaphrum secundatum
Stenotaphrum secundatum là một loài thực vật có hoa trong họ Hòa thảo. Loài này được (Walter) Kuntze miêu tả khoa học đầu tiên năm 1891.

## Hình ảnh

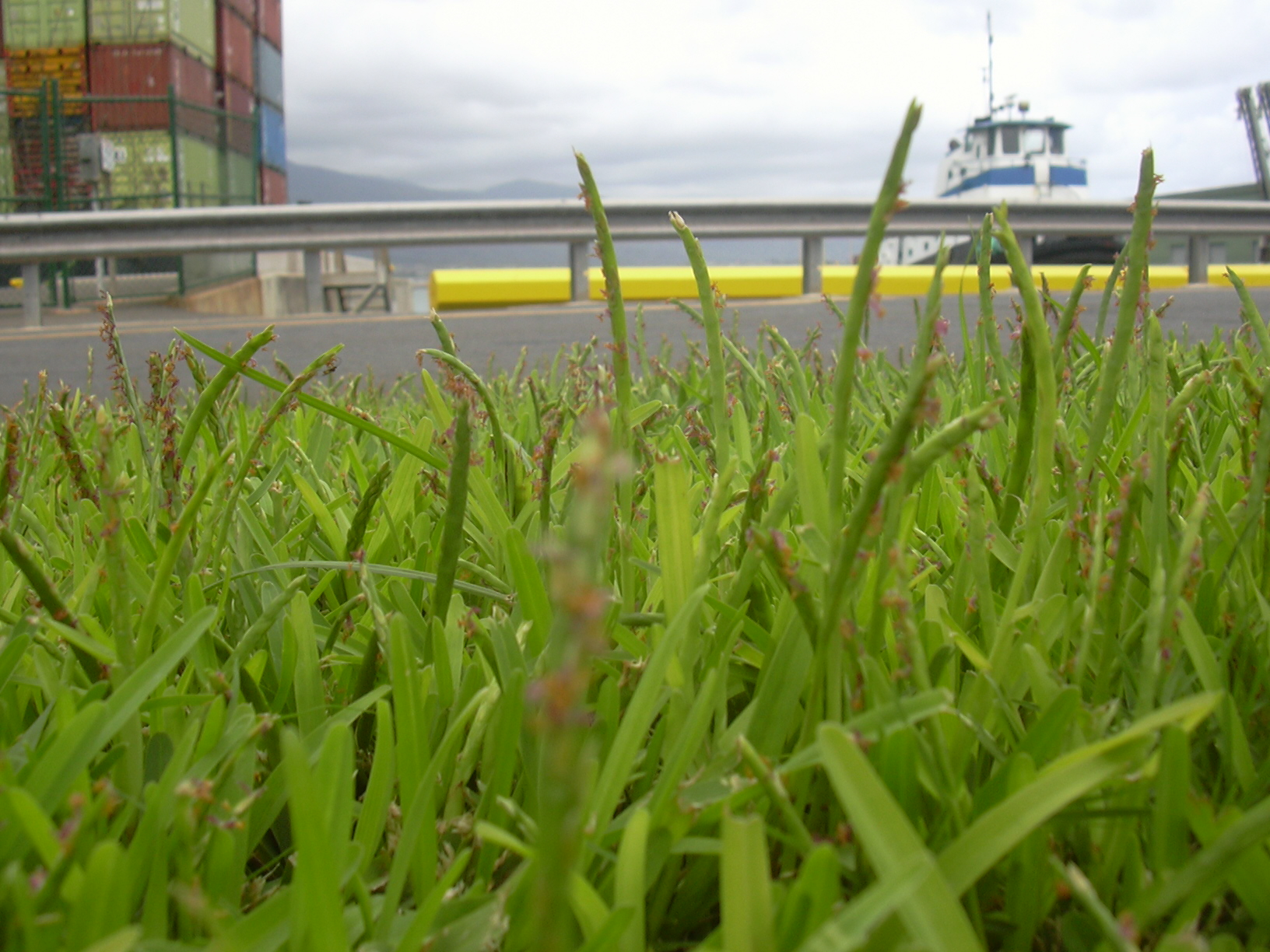
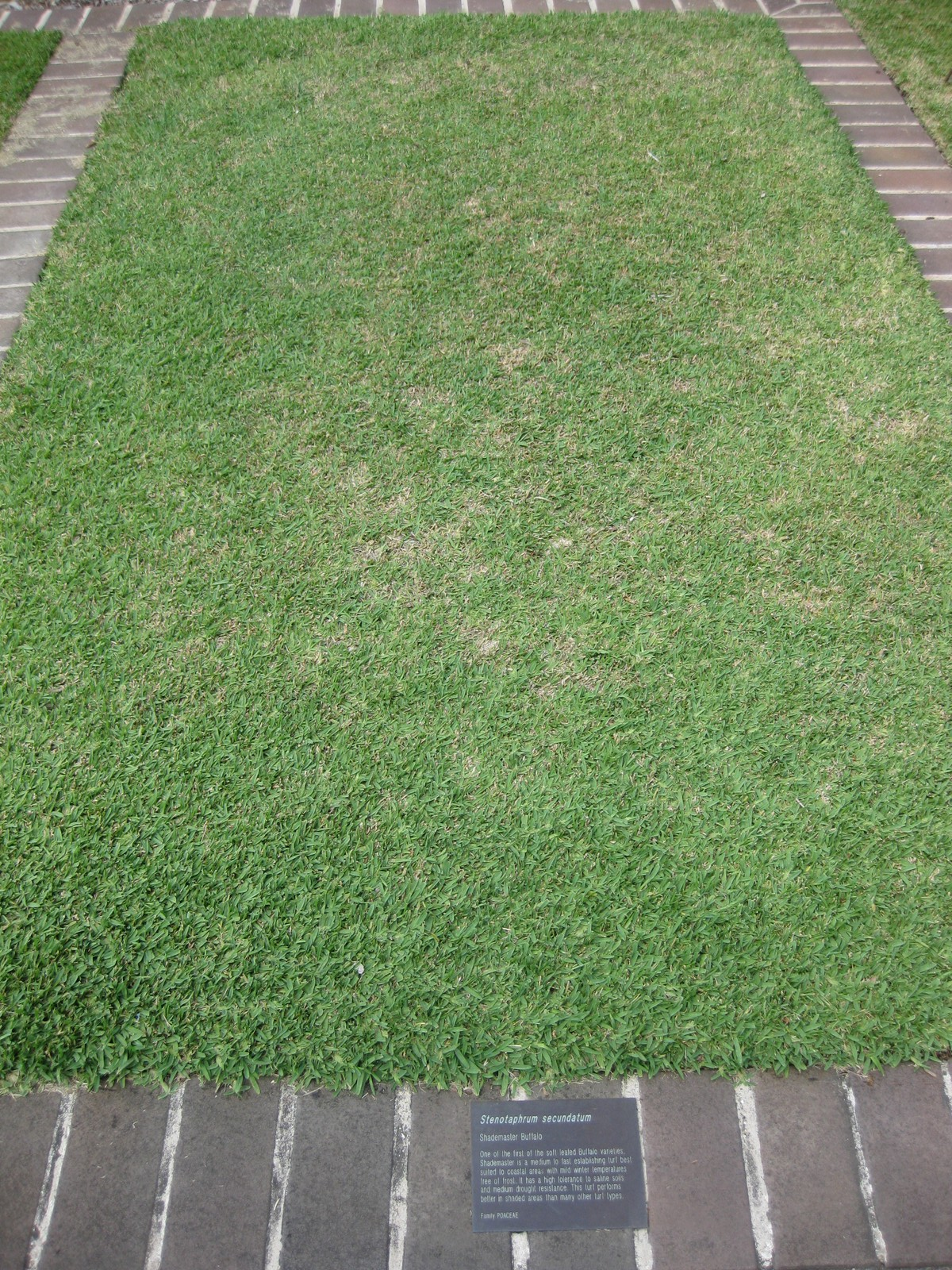
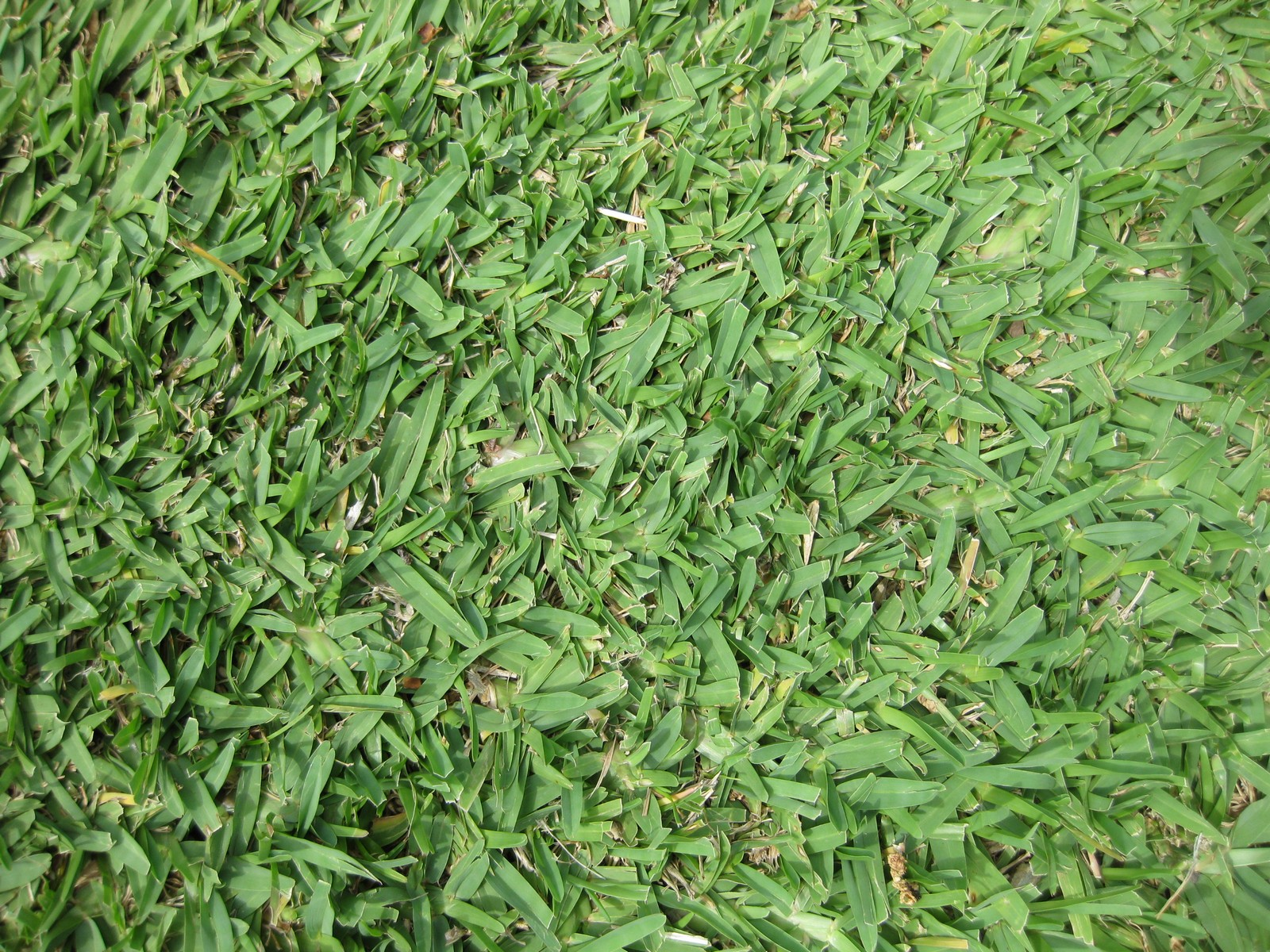
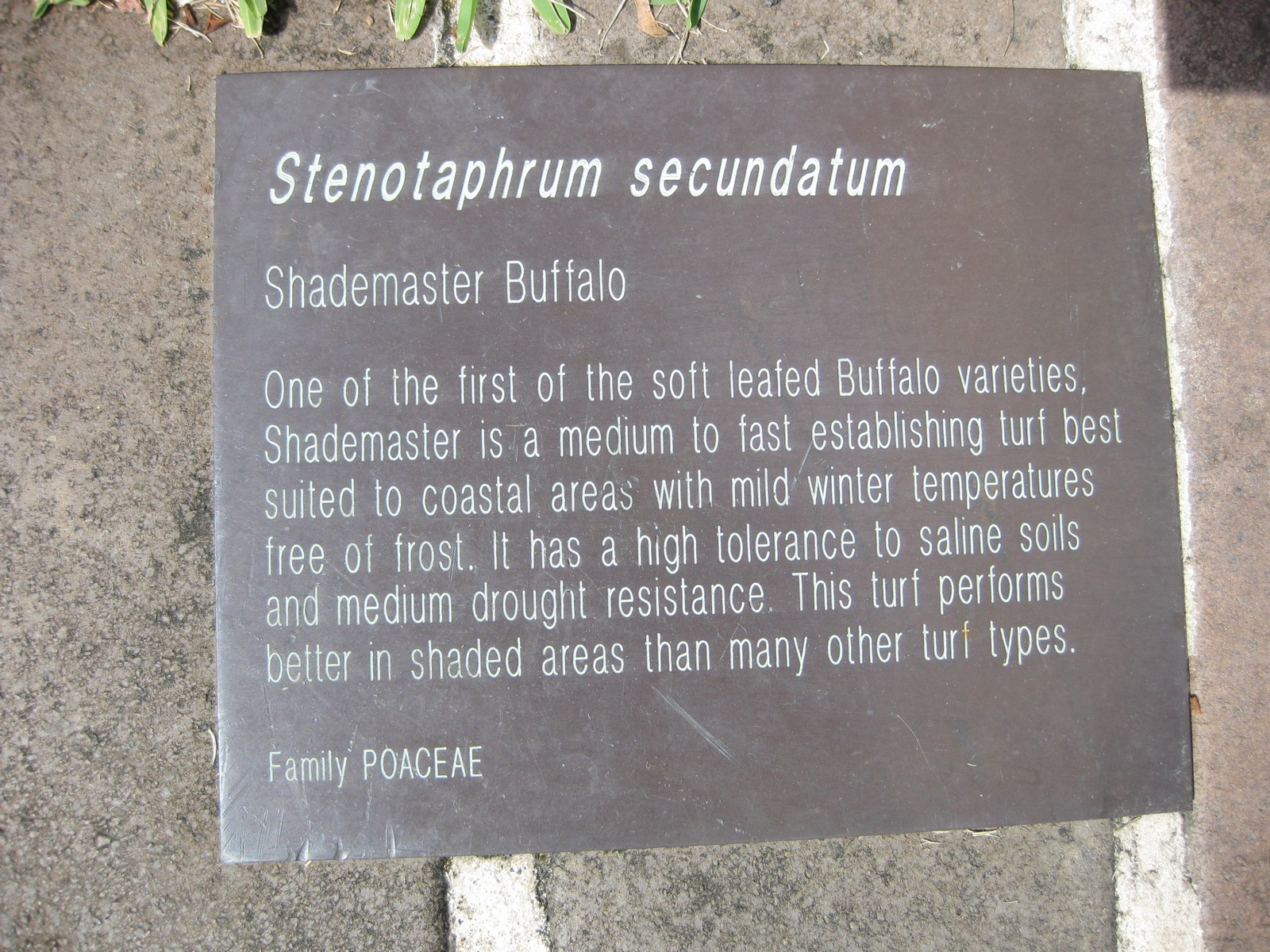